# Distrofia torácica asfixiante
La distrofia torácica asfixiante (DTA), también llamada síndrome de Jeune, es una enfermedad hereditaria rara que se hereda según un patrón autosómico recesivo. Se incluye dentro del grupo de trastornos conocidos como osteocondrodisplasias por estar presente desde el nacimiento y afectar preferentemente al desarrollo de los huesos y cartílagos. La principal manifestación es un tórax estrecho y constreñido, lo que provoca insuficiencia respiratoria grave e infecciones pulmonares severas, otras manifestaciones son extremidades cortas, talla baja, anormalidades de la pelvis y los riñones. La mayor parte de los niños afectados mueren poco después del parto, aunque en algunas formas menos agresivas los pacientes tienen una expectativa de vida más larga. No existe tratamiento curativo, pero algunas técnicas quirúrgicas como la toracoplastia permiten mejorar los síntomas en ciertos casos. La distrofia torácica asfixiante es una de las enfermedades genéticas causadas por un mal funcionamiento del orgánulo intracelular denominado cilio primario, por ello se incluye dentro de las ciliopatías.